# San Pedro Cholula
San Pedro Cholula är en kommun i Mexiko.   Den ligger i delstaten Puebla, i den sydöstra delen av landet, 90 km öster om huvudstaden Mexico City. Antalet invånare är 120 459. Arean är 51 kvadratkilometer.
Terrängen i San Pedro Cholula är en högslätt.
Följande samhällen finns i San Pedro Cholula:
- Cholula
- Santiago Momoxpan
- Acuexcomac
- Los Ángeles
- San Cristóbal Tepontla